# Siseme caudalis
Siseme caudalis är en fjärilsart som beskrevs av Bates 1868. Siseme caudalis ingår i släktet Siseme och familjen Riodinidae. Inga underarter finns listade i Catalogue of Life.